# Герой Луганской Народной Республики
Герой Луганской Народной Республики — награда, учреждённая 14 мая 2018 года, как высшая награда подконтрольной России Луганской Народной Республики. Вручается с марта 2022 года. С 30 сентября 2022 года является высшей региональной наградой субъекта Российской Федерации — Луганской Народной Республики.

## Награждённые
- Полуполтинных, Владимир Сергеевич (16 марта 2022; №1)
- Кульчановский, Николай Николаевич (16 марта 2022; №2)
- Рыжов, Максим (16 марта 2022; №3)
- Корчагин, Алексей Викторович (17 апреля 2022)
- Кузнецов, Александр Сергеевич (17 апреля 2022)
- Мирон, Дмитрий (17 апреля 2022)
- Абачев, Эседулла Абдулмуминович (20 апреля 2022)
- Чернухо, Михаил Юрьевич (27 июня 2022; посмертно)
- Черников, Денис Игоревич (27 июня 2022)
- Шаталин, Евгений Игоревич (27 июня 2022)
- Скорый, Андрей Михайлович (18 июля 2022)
- Кадыров, Рамзан Ахматович (3 августа 2022)
- Алаудинов, Апти Аронович (3 августа 2022)
- Чалаев, Замид Алиевич (3 августа 2022)
- Пригожин, Евгений Викторович (сентябрь 2022?)
- Елизаров, Антон Олегович (сентябрь 2022?)
- Даудов, Магомед Хожахмедович (12 сентября 2022)
- Алханов, Руслан Шахаевич (12 сентября 2022)
- Болотов, Валерий Дмитриевич (15 сентября 2022; посмертно)
- Цыпкалов, Геннадий Николаевич (15 сентября 2022; посмертно)
- Кудрин, Денис Иванович (15 сентября 2022; посмертно)
- Нагин, Алексей Юрьевич (сентябрь 2022?)
- Иванов, Тимур Вадимович (сентябрь 2022)
- Горенко, Сергей Сергеевич (19 сентября 2022)
- Карякин, Алексей Вячеславович (27 сентября 2022)
- Делимханов, Адам Султанович (28 сентября 2022)
- Суровикин, Сергей Владимирович (28 сентября 2022)
- Левшунов, Сергей Николаевич (7 октября 2022)
- Лещенко, Ян Витальевич (?)[2]
- Комаров, Максим (20 октября 2022; посмертно)
- Мирошник, Александр Владимирович (20 октября 2022; посмертно)
- Мартинкян, Александр (2022; посмертно)[3]
- Водолацкий, Виктор Петрович
- Трошев, Андрей Николаевич
- Уткин, Дмитрий Валерьевич
- Чумаров, Артём Владимирович
- Палящий, Александр Борисович
- Стефановский, Александр Анатольевич (февраля 2023; посмертно)[4].

Населённые пункты:
1. город Луганск — 7 сентября 2019[5][6].